# 솀키르

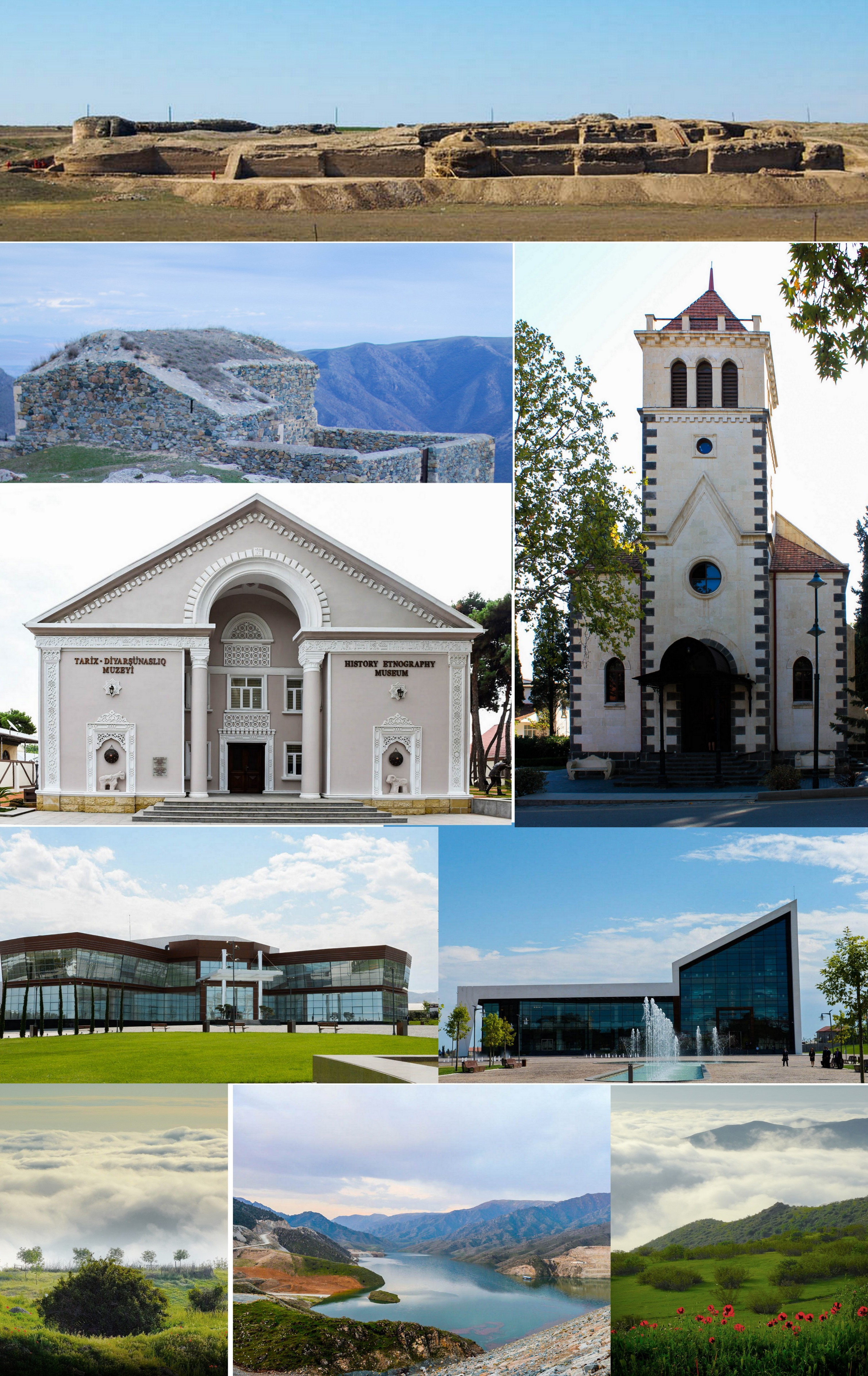

솀키르(아제르바이잔어: Şəmkir)는 아제르바이잔의 도시로 솀키르 구의 행정 중심지이며 높이는 450m, 인구는 67,200명(2010년 기준)이다.